# Kairuku
Kairuku es un género extinto de pingüino. Contiene dos especies, K. grebneffi y K. waitaki. Este género es conocido a partir de huesos que datan de hace 27 millones de años, a finales del Oligoceno, siendo hallados en la formación Kokoamu Greensand de Nueva Zelanda. Kairuku es un término maorí que significa «buceador que vuelve con comida».

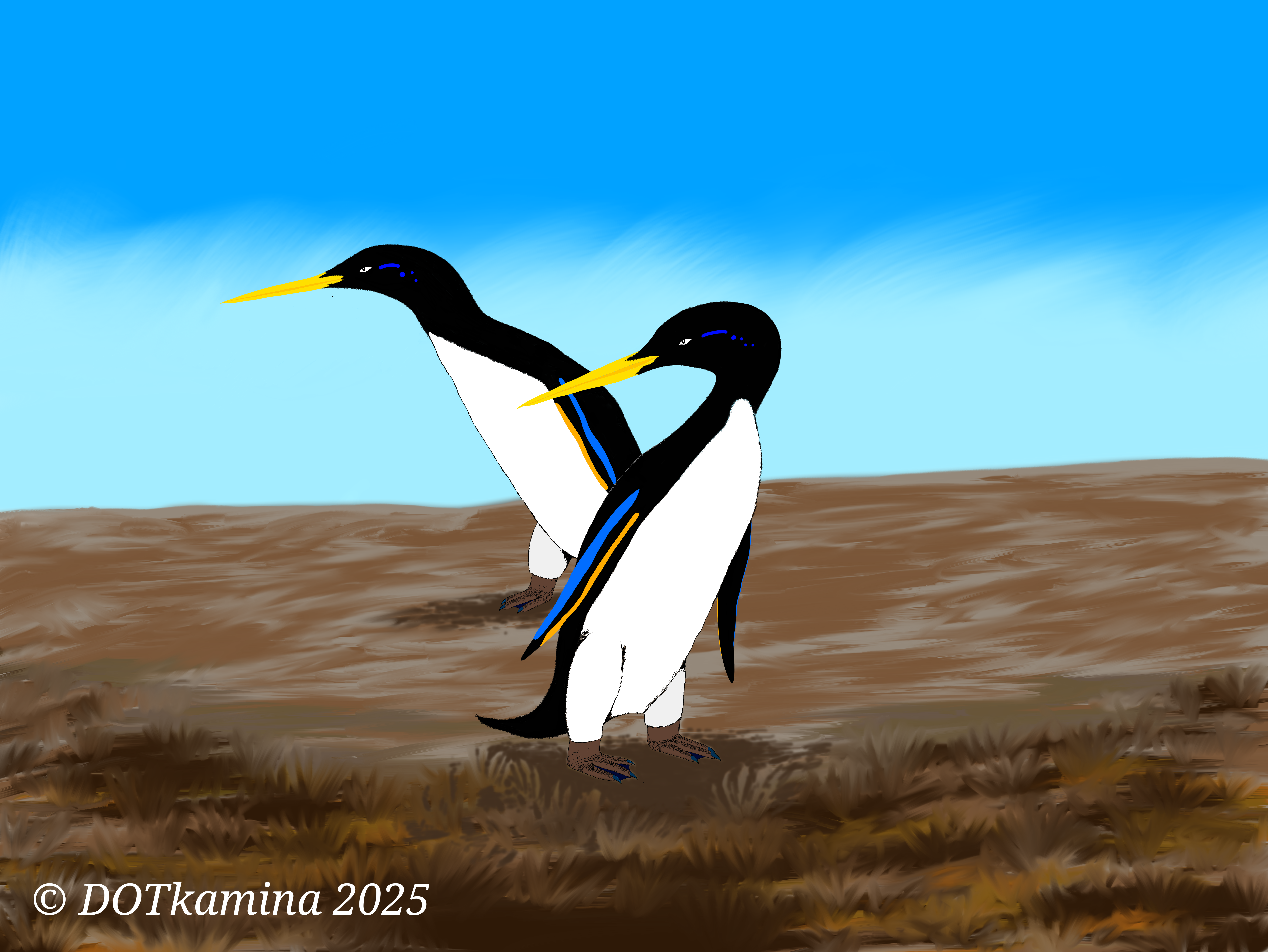
Kairuku waitaki